# Тейман
Тейман или Сде-Тейман (ивр. תימן‎) — израильский аэропорт, расположенный в Южном округе Израиля, примерно в 10 километрах к северо-западу от города Беэр-Шева.
До 1966 года являлся основным военным аэродромом для штаба Южного военного округа Израиля, расположенного неподалёку от аэропорта. С 1966 года используется только как гражданский аэропорт.

## История

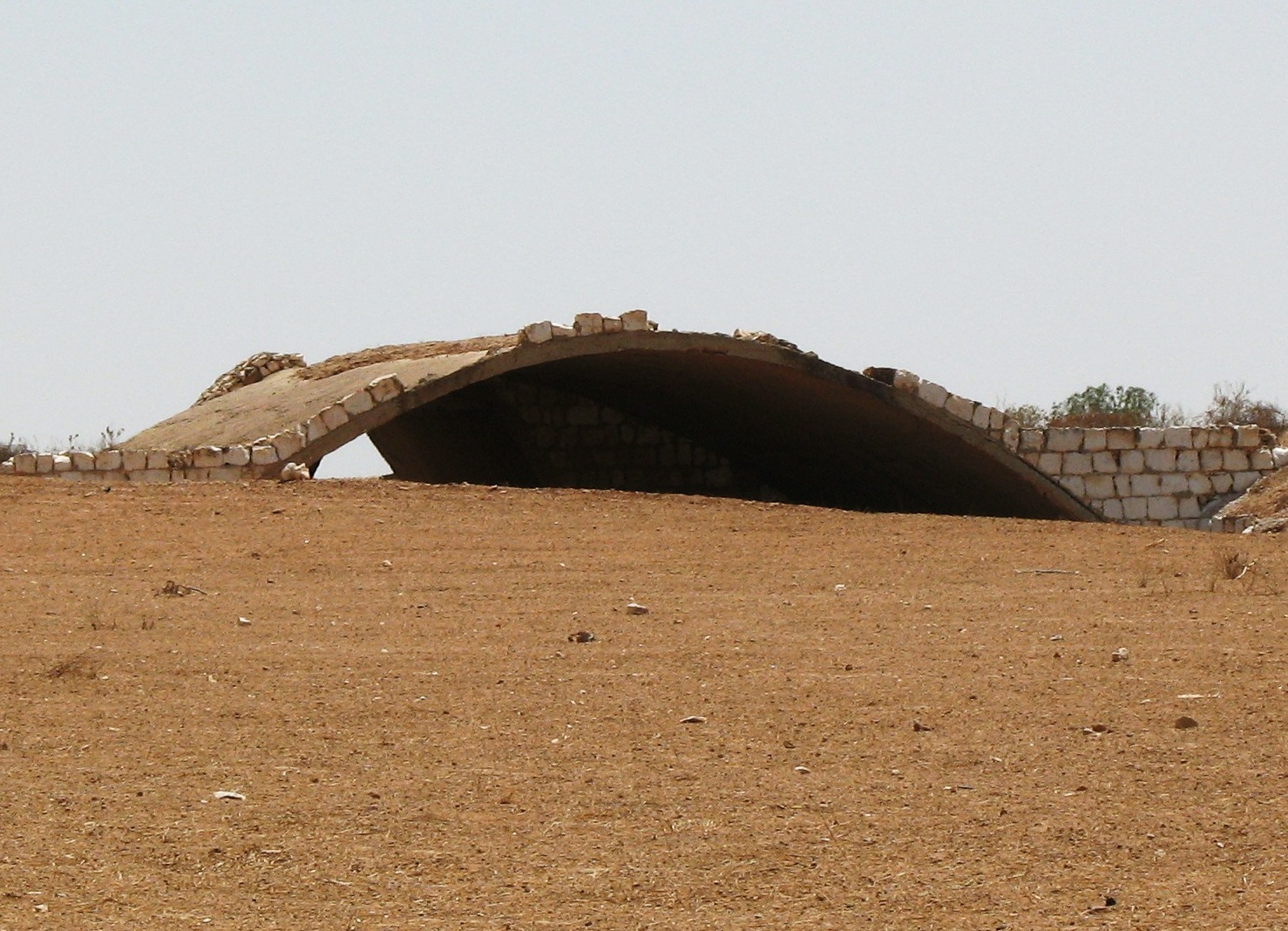
Остатки британских ангаров

Аэропорт был построен британцами в начале сороковых годов во время Второй Мировой войны, для полётов в сторону территорий в пустыне, занятых нацистами. До сих пор в районе аэропорта можно увидеть остатки ангаров времён британского мандата в Палестине.
После образования государства Израиль аэропорт Тейман использовался для внутренних полётов государственной авиации на линии Тель-Авив — Беэр-Шева. Эти линии работали на протяжении достаточно короткого времени и были отменены из-за низкого спроса.
Во время Синайской компании аэропорт использовался как база для развёртывания передней линии эскадрилий самолётов «Мустанг» ВВС Израиля.

## Использование

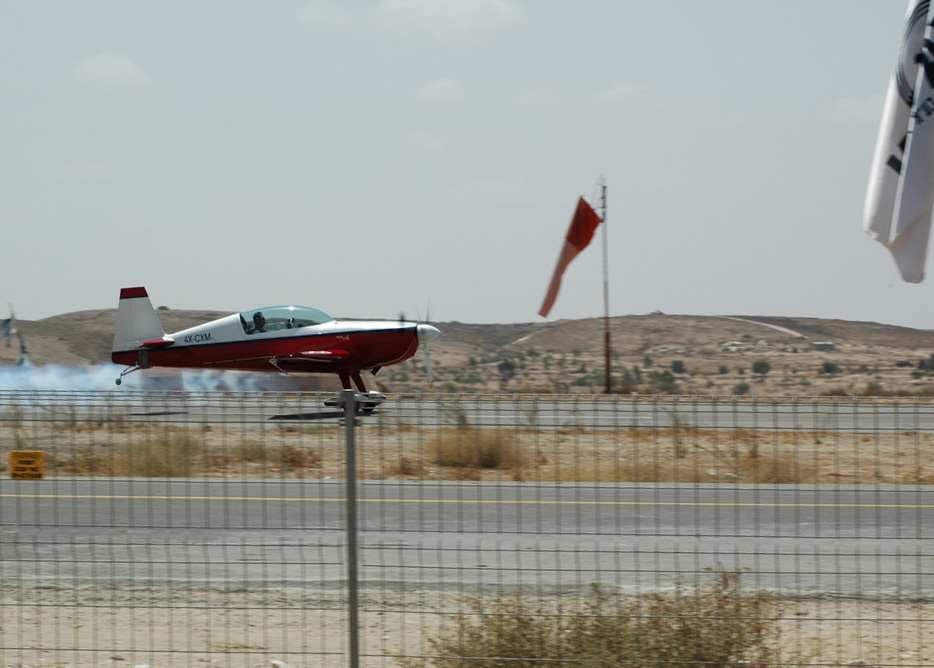
Частный самолёт приземляется на аэродроме Тейман

Аэропорт Тейман используется для полетов авиации общего назначения, для планеризма и прыжков с парашютом, а также для учебных полётов и частных мероприятий.

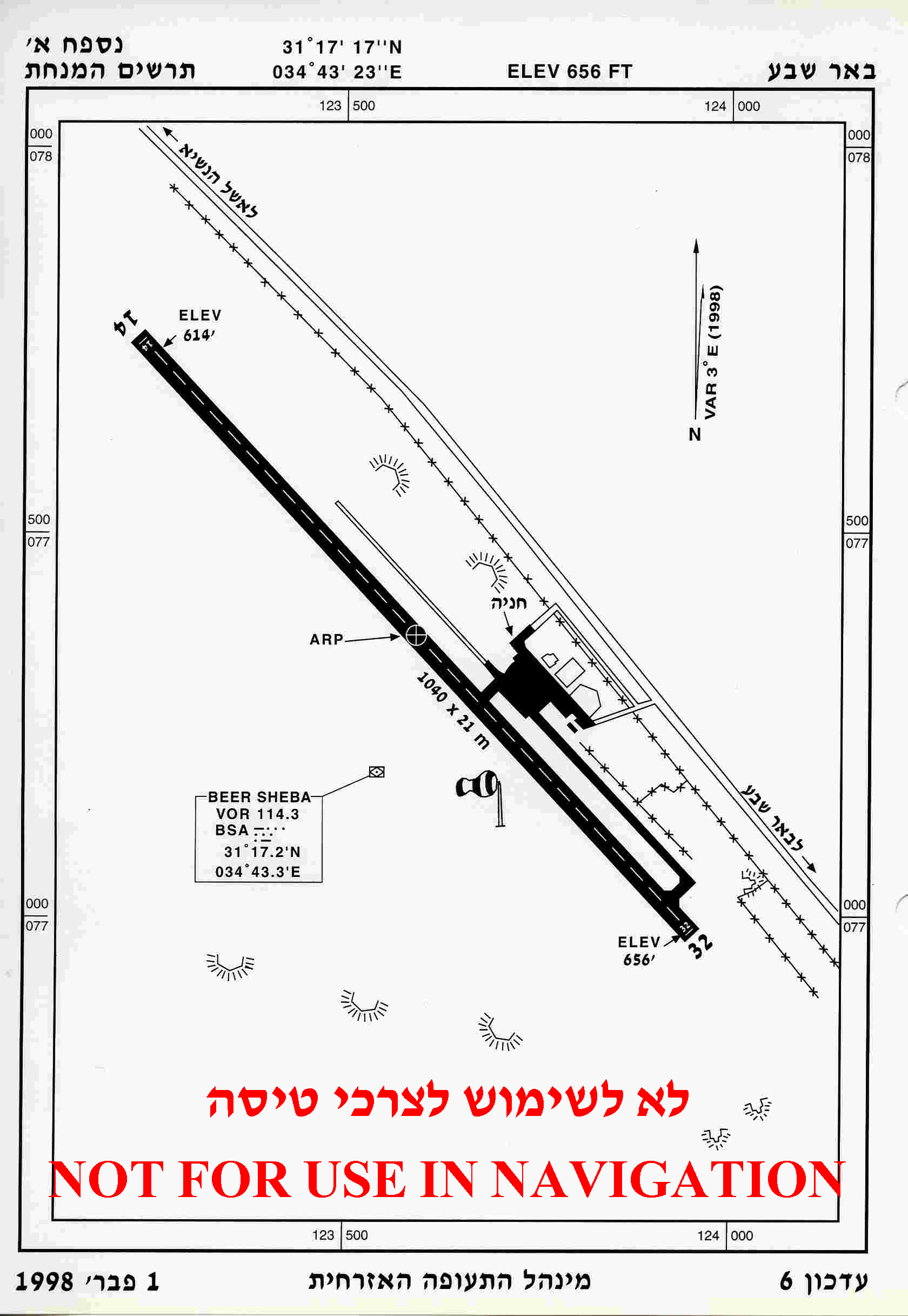
Схема ВПП аэродрома Тейман

## События июля 2024 года
В июле 2024 года в район базы Сде-Тейман произошли протесты.